# GAC GA6
GAC GA6 — переднеприводной среднеразмерный автомобиль, выпускаемый китайской автомобилестроительной компанией GAC Group с 2014 года.

## Первое поколение
Первое поколение GAC GA6 дебютировало на Пекинском автосалоне в 2014 году, затем в конце 2014 года автомобиль был передан на Guangzhou Auto Show. В 2015 году автомобиль был переименован в Trumpchi GA6 Limited (также называемый Trumpchi GA6 GT). Цены варьировались от 116800 до 196800 юаней.

### Галерея

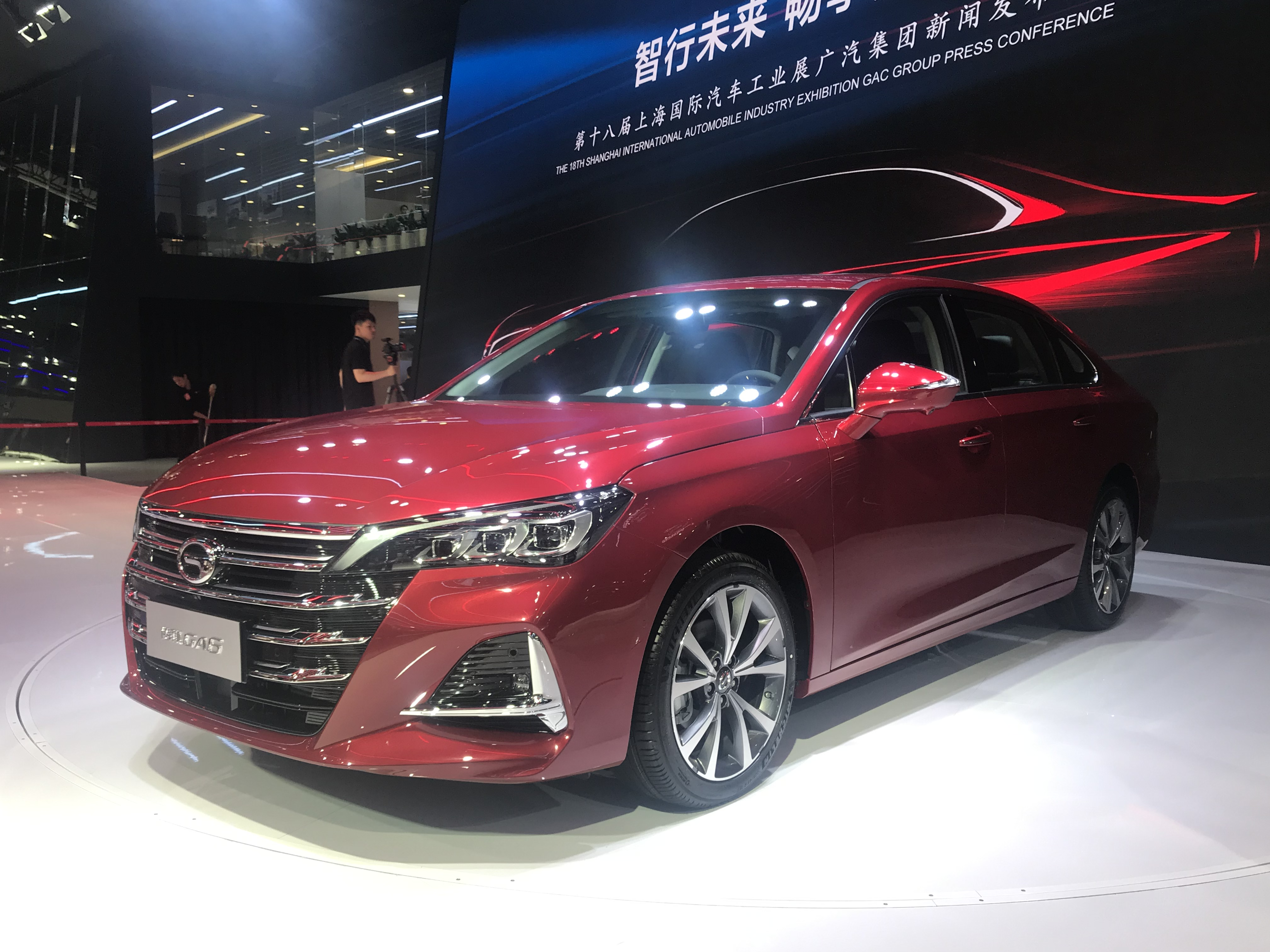
Trumpchi GA6
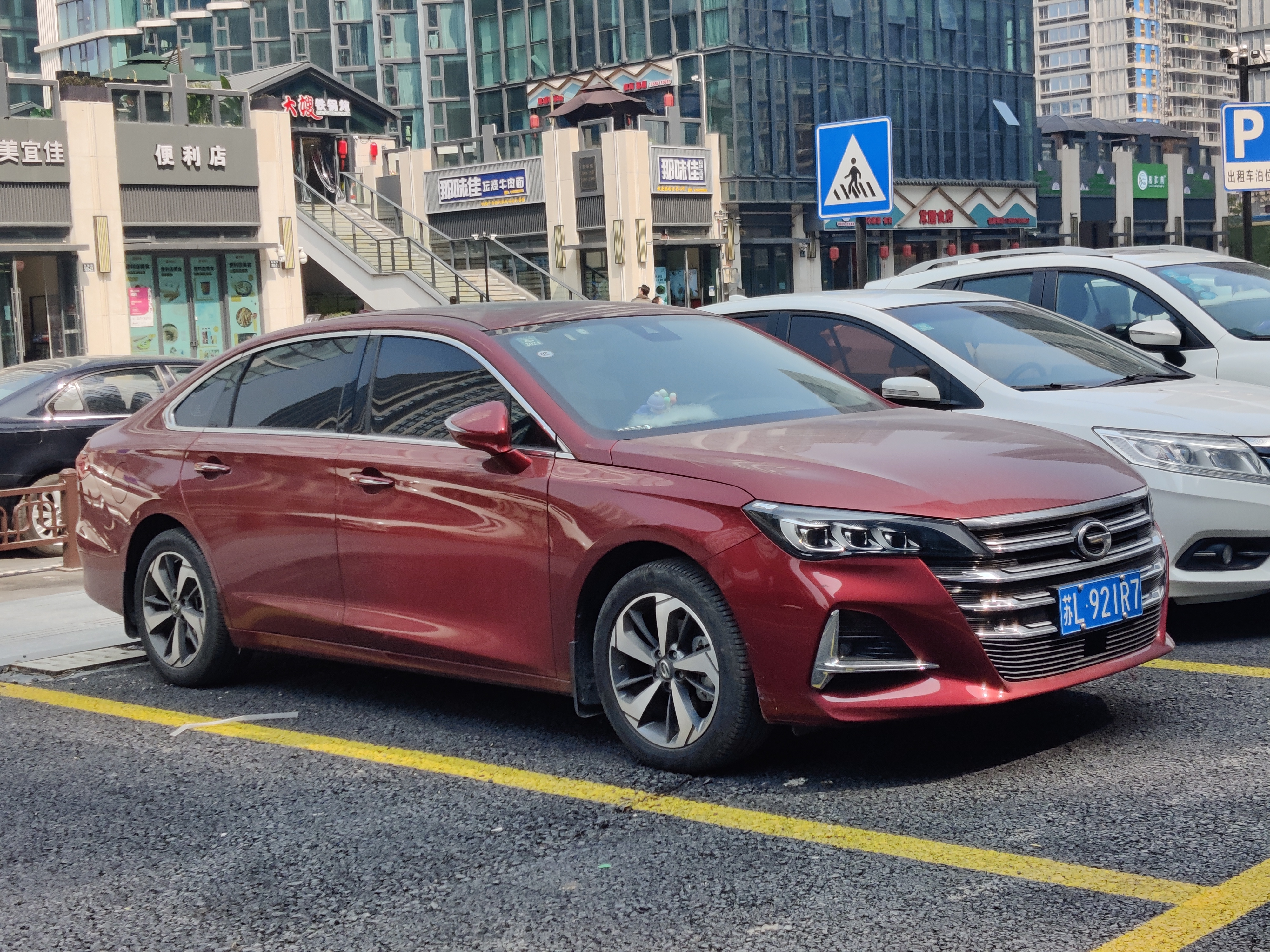
Вид спереди
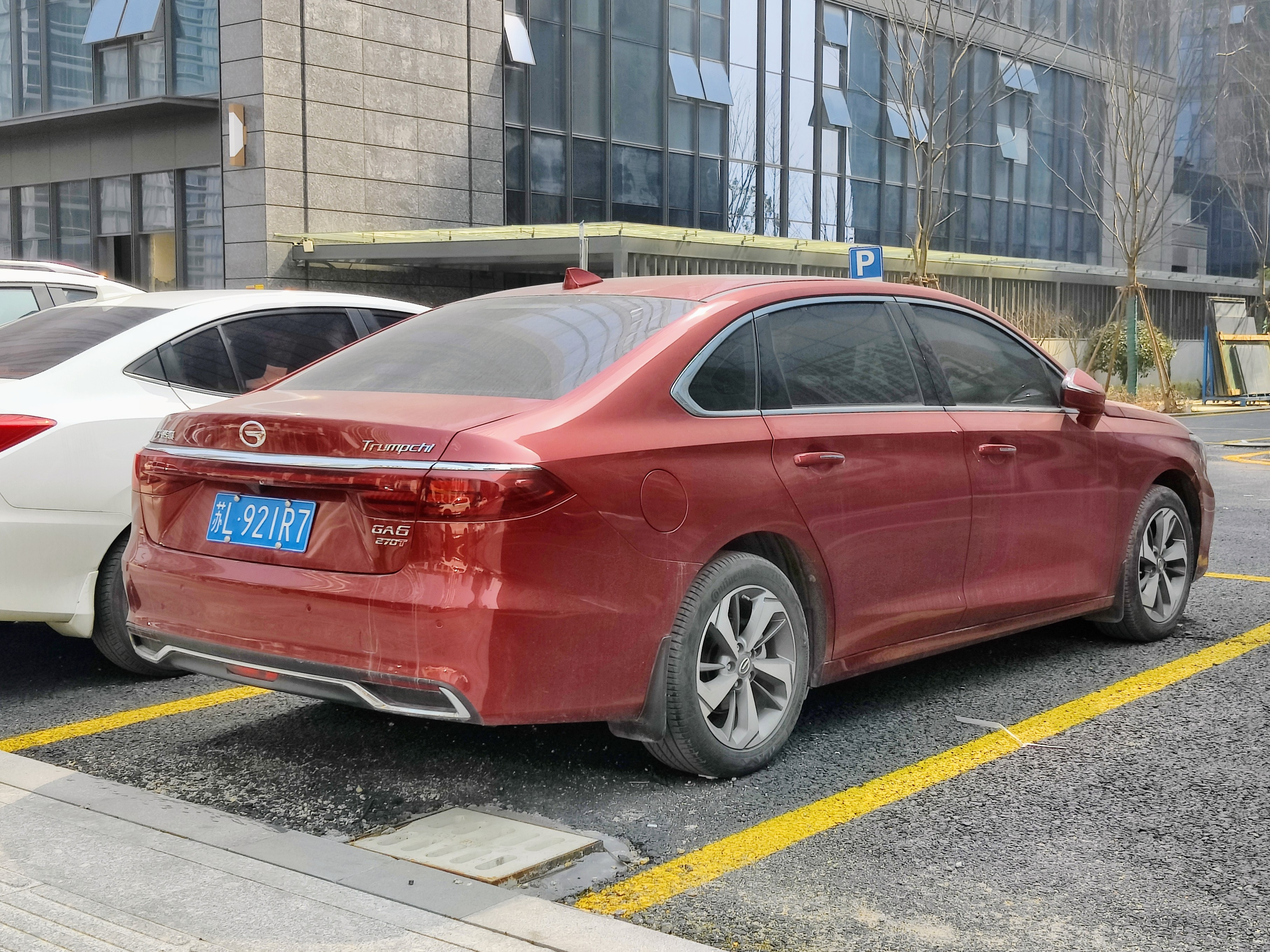
Вид сзади

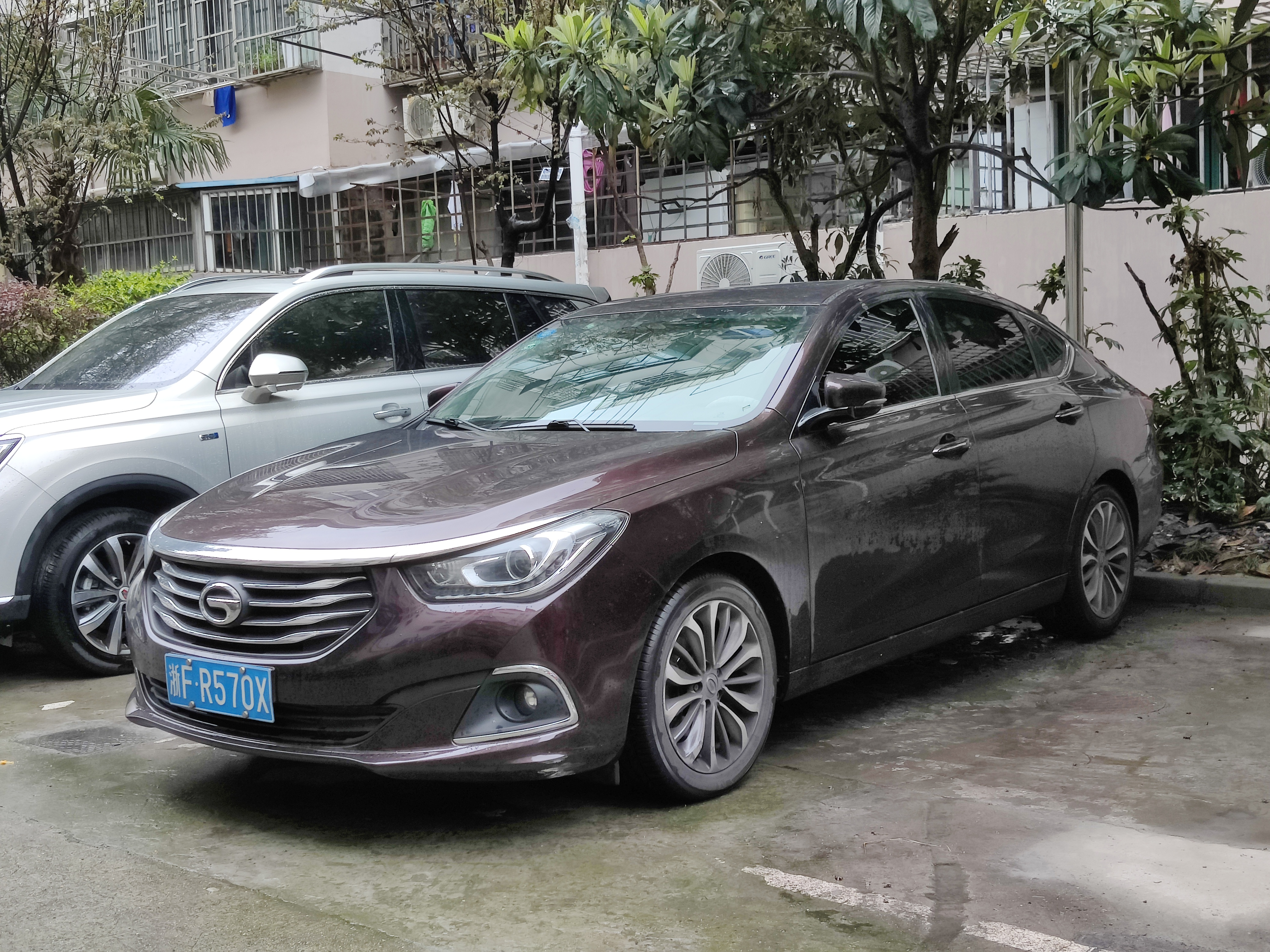
Trumpchi GA6
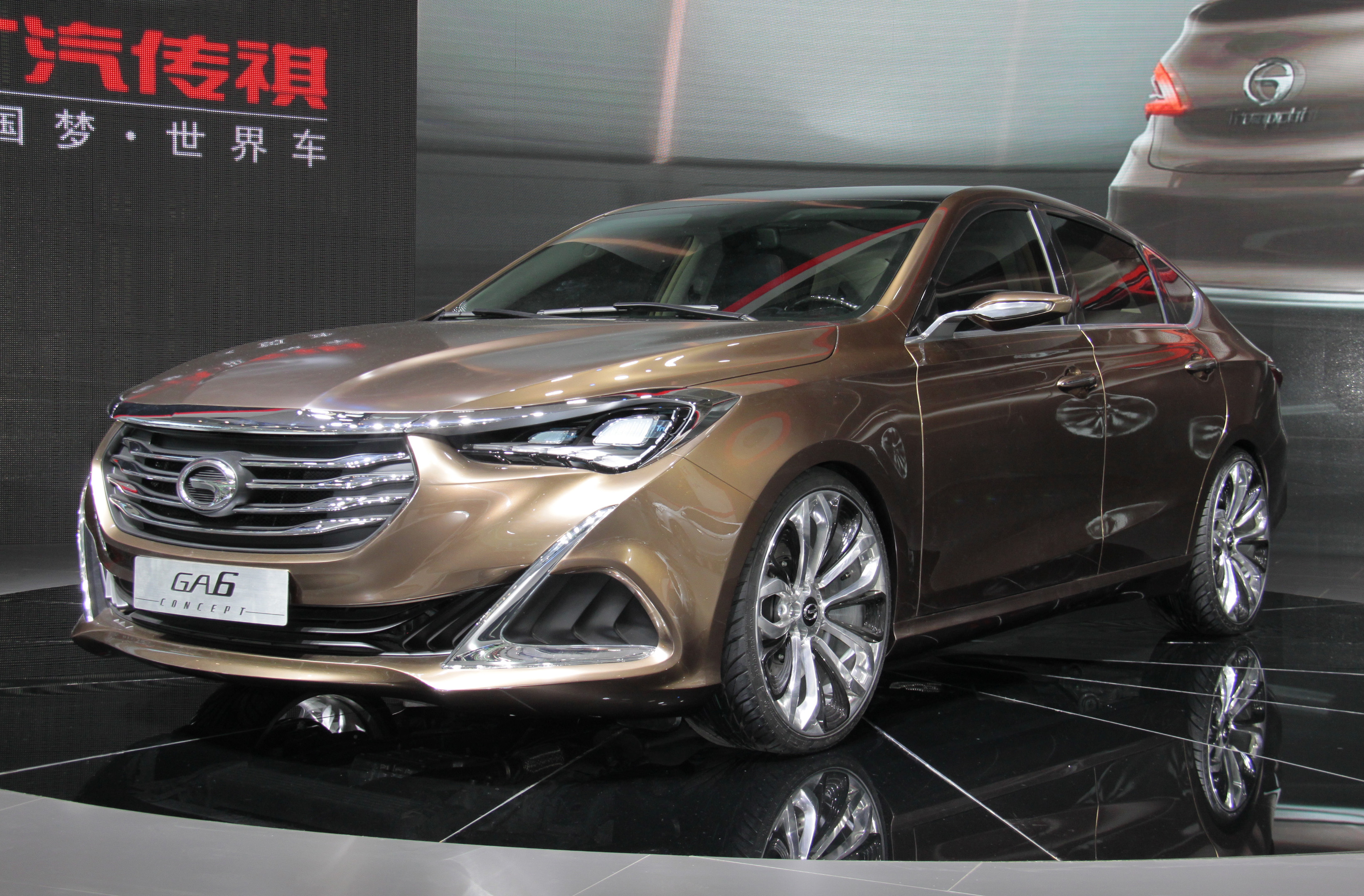
Концепт-кар
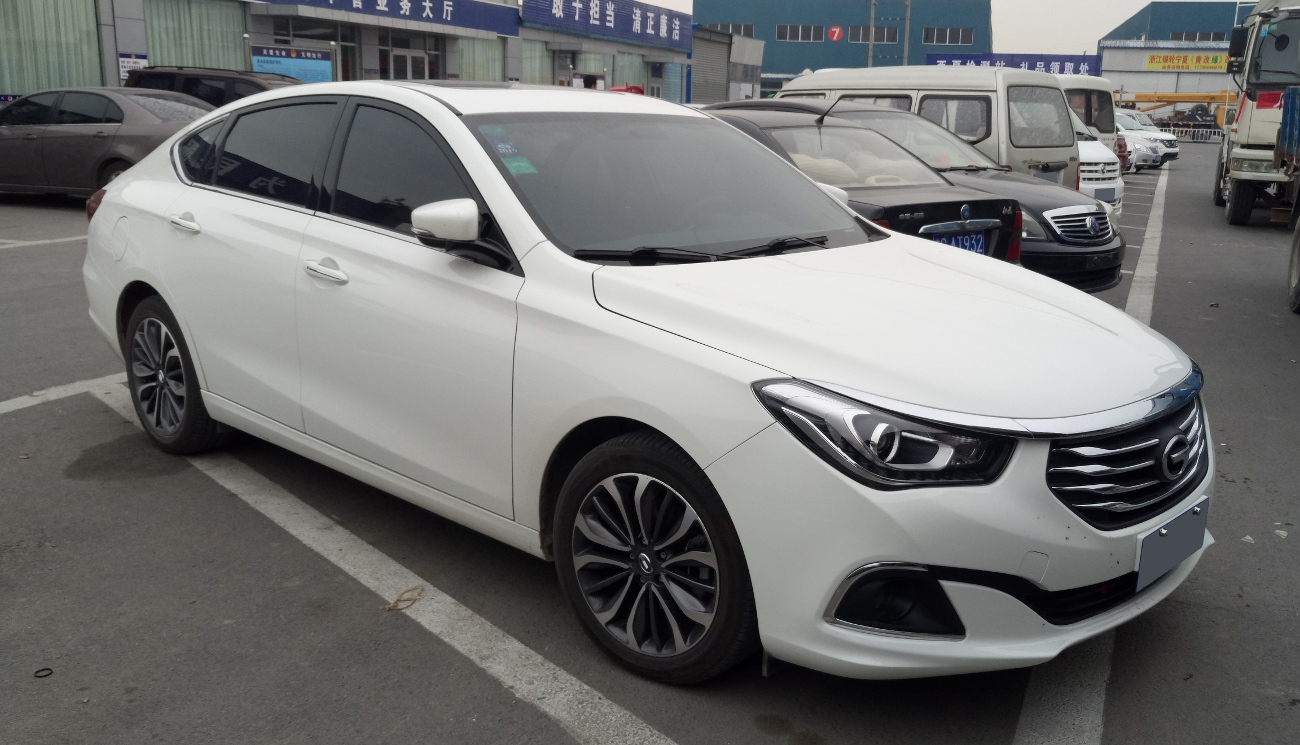
Вид спереди
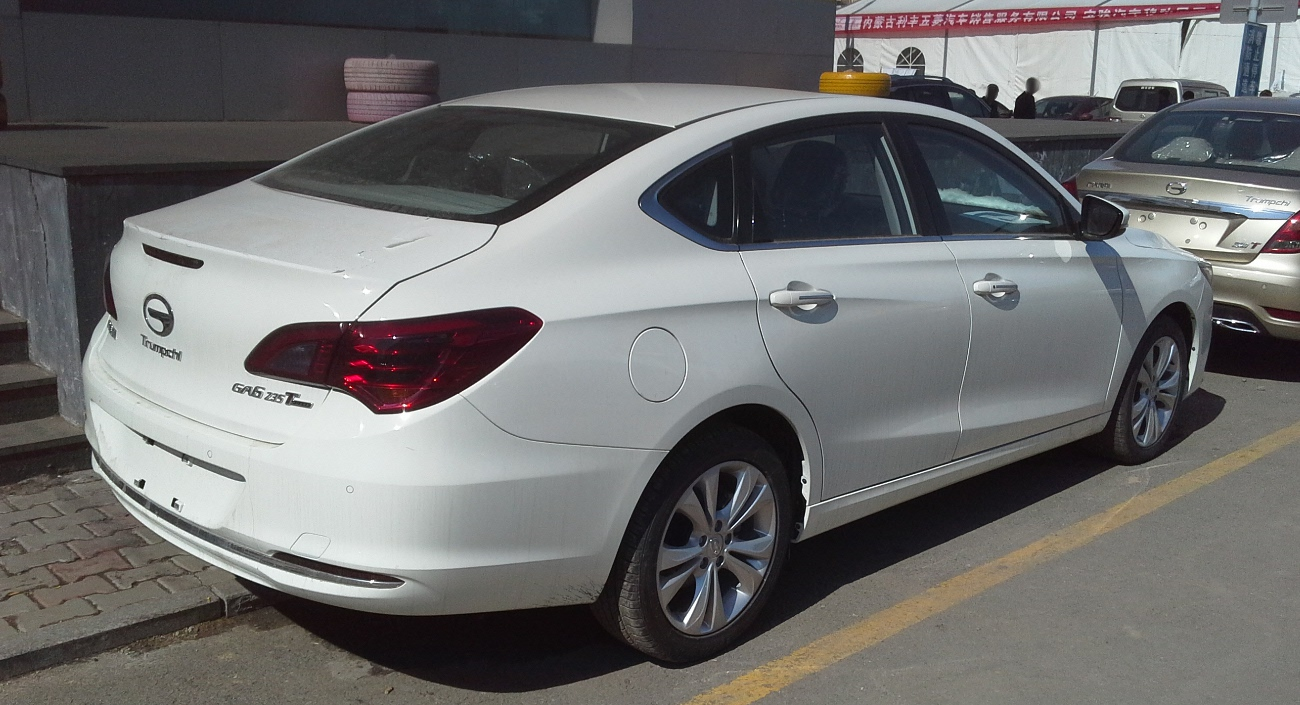
Вид сзади

## Второе поколение
Второе поколение GAC GA6 выпускается с апреля 2019 года. Автомобиль оснащён 1,5-литровым двигателем внутреннего сгорания с турбонаддувом мощностью 169 л. с. при 5000 об/мин и крутящим моментом 265 Н·м при 1700—4000 об/мин.

### Галерея
- Trumpchi GA6
- Вид спереди
- Вид сзади